# Rayman Raving Rabbids TV Party
Rayman Raving Rabbids TV Party es un videojuego desarrollado por Ubisoft para las plataformas Wii y Nintendo DS.
En esta instalación, los conejos toman el control de los canales de televisión de Rayman y monopolizan sus transmisiones durante una semana entera. Cada día de esta semana contiene un diverso sistema de minijuegos, y algunos de ellos hacen uso del tablero del Wii Balance Board. Todos los minigames siguen el tema de la TV, siendo basados en las películas, los programas de aptitud, los programas de jardinería y todas las clases de demostraciones.
Los “anuncios” también están presentes bajo la forma de microjuegos, durando solamente algunos segundos. Además, hay un modo multijugador de hasta 8 jugadores alternadamente.

## Trama
Rayman está huyendo de los conejos quienes se distraen con un rayo. Sin embargo, ellos siguen persiguiendo a Rayman hasta que un rayo impacta sobre ellos y se conecta con la antena de TV. El rayo teletransporta a los conejos a la antena, los pasa por la conexión de la TV y los encierra en la TV. Después se apoderan de los canales de TV y toman un formato en 2D.Los conejos ten darán la programación de 1 semana mientras Rayman va rompiendo la pantalla de TV.

## Canales
La lista de canales de los conejos es:
- Trash TV
- No Brainer Channel
- Shake It TV (solo en Wii)
- X-TRM Sports (solo en Wii)
- Cult Movies
- Raving Channel
- Macho TV
- Groove On

## Parodias
En el juego los Rabbids hacen parodias en algunas ocasiones (Salen tanto en inglés como en español). Las parodias salen tanto en los minijuegos como en "Publicidades".
Las parodias son:
- Carrot: Clara parodia a la cadena de computadoras Apple. Hasta el logotipo viene con una mordida marcada.
- American Choppy: Parodia a la serie televisiva American Chopper.
- Star Worse: Parodia a la saga Star Wars (La guerra de las galaxias).
- Prisión Fake: Por su nombre, este parodia a la serie televisiva Prison Break.
- Pimp My Rabbid: Clara parodia al programa Pimp My Ride (Enchulame la máquina).
- Rabzilla: Parodia a Godzilla.
- MissFit: Parodia al juego de Wii Fit.
- "Lacacalvos: Porque tu no lo vales": Parodia a la marca de productos de belleza; "L’Oreal: Porque Tu Lo Vales"
- Rabbid star es una parodia de American Idol.
- Rabbidass es una parodia de Jackass.
- Raving Channel es una parodia a Discovery Home and Health.
- No brainer channel es una parodia a Discovery Channel hasta el logo tiene un mundo solo que este mundo no tiene la parte de arriba (es un cerebro).
- La noche de los conejos vivientes es una parodia de La noche de los muertos vivientes.
- Los intoqueteables es una parodia de Los intocables.
- La WWR es una parodia de la WWE.
- knight rabbit o el monociclo fantástico parodia de  knight rider.

Entre muchas parodias que vienen a lo largo del juego.
Rayman Raving Rabbids La serie.
Rayman and Raving Rabbids Parodias.

## Banda sonora
- Jungle Boogie and Ladies Night - Kool and the Gang
- ABC - The Jackson 5
- Soul Bossa Nova - Quincy Jones
- Hip Hop Hooray - Kool and the Gang
- Trick Me - Kelis
- Le Freak - Chic
- Acceptable in the 80s - Calvin Harris
- Wake me up - Wham!
- Toxic - Britney Spears
- You Know I´m No Good - Amy Winehouse
- Heaven Must Be Again An Angel - Tavares
- Born To Be Wild - SteppenWolf
- Another One Bites the Dust - Queen
- Open Book - The Rakes
- Nanook Rubs It - Frank Zappa
- Living In America - James Brown

- Datos: Q1152102